# Центральное бюро экономической разведки
Центральное бюро экономической разведки (хинди केंद्रीय आर्थिक आसूचना ब्यूरो, англ. Central Economic Intelligence Bureau (CEIB)) — правительственное разведывательное агентство Индии, ответственное за сбор информации о противоправных действиях в кредитно-финансовой, бюджетной и налоговой сферах. Организационно входит в Департамент налогов и сборов Министерства финансов страны. Создано в июле 1985.

## Функции
Центральное бюро экономической разведки выполняет следующие функции:
- собирает информацию, связанную с «теневой» экономикой;
- наблюдает за различными аспектами существующих и появляющихся вновь экономических правонарушений и вырабатывает меры эффективного противодействия им;
- проводит расследования по выявленным фактам правонарушений;
- обеспечивает выполнение Закона о сохранении иностранной валюты и предотвращении контрабандной деятельности (1974 г.);
- организовывает обмен информацией между заинтересованными государственными органами;
- действует как секретариат Совета по экономической разведке Индии;
- организовывает подготовку персонала, занимающегося сбором информации и проведением расследований во всех органах контроля Департамента налогов и сборов Минфина Индии[1].

## Организационная структура
Бюро возглавляет Генеральный директор (в настоящее время — Шишир Кумар (Shishir Kumar)), имеющий по табели о рангах местных госслужащих статус Специального секретаря. Генеральный директор имеет двоих заместителей, объединенного секретаря и пять помощников.
В бюро также имеются заместители секретарей, старший технический персонал и оперативные сотрудники, ведущие сбор информации. Общая штатная численность Бюро составляет 133 человека.
В марте 1996 Центральное бюро экономической разведки создало 18 региональных комитетов экономической разведки в различных штатах Индии, которыми руководят представители Бюро, либо высокопоставленные служащие налоговых или таможенных служб.